# قرار مجلس الأمن التابع للأمم المتحدة رقم 279
قرار مجلس الأمن التابع للأمم المتحدة رقم 279، الذي اعتمد بالإجماع في 12 مايو 1970، هو أقصر قرارات مجلس الأمن المعتمدة على الإطلاق بـ10 كلمات؛ نصه ببساطة "المطالبة بالانسحاب الفوري لجميع القوات المسلحة الإسرائيلية من الأراضي اللبنانية."